# Bandiera di Porto Rico

La bandiera di Porto Rico è costituita da cinque strisce orizzontali, di uguale ampiezza, rosse (in alto, al centro e in basso) e bianche alternate; un triangolo isoscele blu, con la base adiacente al lato dell'asta, include al suo centro una grande stella bianca a cinque punte.

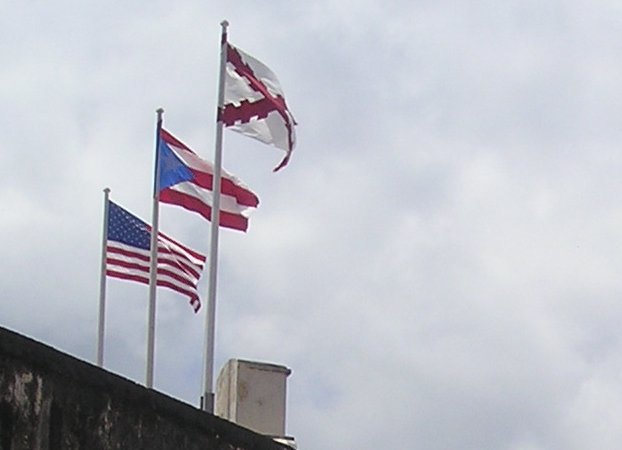
Bandiere portoricane al vento nel Forte San Cristóbal, Viejo San Juan: la bandiera statunitense, la bandiera di Porto Rico e la bandiera crociata di Borgogna

Il rosso rappresenta il sangue degli uomini coraggiosi, il bianco rappresenta la vittoria e la pace, il blu rappresenta il cielo e le acque costiere. La stella solitaria rappresenta la nazione. Il triangolo rappresenta le tre suddivisioni del governo.

## Storia

### Le bandiere coloniali
Quando i coloni spagnoli, nel 1493, si insediarono sull'isola e costruirono diverse fortezze a sua difesa, si rese necessario usare una bandiera ufficiale che sventolasse ben visibile laddove ci fossero postazioni militari. Fu così che l'armata dell'Impero spagnolo designò la bandiera crociata di Borgogna come bandiera ufficiale delle forze militari spagnole in Porto Rico.
Dovettero passare quasi 4 secoli perché fosse creata una nuova bandiera diversa da quella spagnola. Il movimento indipendentista portoricano, infatti, guadagnò credito in seguito alle liberazioni in sud America di Simón Bolívar e di José de San Martín. Fu così che nel 1868 il leader dell'indipendenza locale Ramón Emeterio Betances esortò Mariana Bracetti a cucire una bandiera rivoluzionaria prendendo come esempio la bandiera della Repubblica Dominicana. Ne uscì fuori una versione con una stella gialla nell'angolo in alto a sinistra. La bandiera rivoluzionaria di Lares fu utilizzata durante la breve rivolta contro la Spagna; questa sommossa prese il nome di Grito de Lares (il grido di Lares).
Nel 1873 la Spagna decretò l'utilizzo di una nuova bandiera coloniale per Porto Rico: essa era rappresentata dalla bandiera spagnola ma al centro era presente lo stemma portoricano. Questa bandiera venne utilizzata fino al 1898, anno in cui, con i patti stipulati nel Trattato di Parigi alla fine della guerra ispano-americana, l'isola divenne un possedimento statunitense.

### La bandiera attuale
L'attuale bandiera portoricana fu ideata nel 1892 da Francisco Gonzalo Marin che usò la bandiera di Cuba come modello e invertì i colori del triangolo e delle strisce. Presentò la bandiera al Chimney Corner Hall di New York, un popolare luogo di raduno di sostenitori per l'indipendenza. La bandiera iniziò presto a simboleggiare gli ideali del movimento indipendentista portoricano dell'epoca. Per quasi 60 anni la monostellata di Porto Rico fu un simbolo clandestino utilizzato dagli indipendentisti dell'isola, tanto che, dal 1898, fu addirittura considerato un reato esporre in pubblico la bandiera portoricana; l'unica bandiera permessa era, infatti, quella statunitense. Ma nel 1948 Luis Muñoz Marín fu eletto primo governatore di Porto Rico e nel 1952, sotto la sua amministrazione e con l'entrata in vigore della costituzione di Estado Libre Asociado de Puerto Rico, la bandiera portoricana venne ufficializzata bandiera nazionale assieme alla bandiera statunitense e con sua la stessa tonalità di blu.Originariamente il blu della bandiera porticina era più chiaro; una specie di celeste che ancora oggi i nostalgici utilizzano.

### Tre diverse versioni
Sebbene ci siano delle specifiche tonalità di rosso e di blu stabilite per la bandiera, talvolta vengono attuate delle leggere modifiche. Nello specifico, la luminosità del blu corrisponde alle ideologie politiche. I partiti indipendentisti usano una tonalità di blu più chiara, mentre i partiti a favore del Commonwealth e della dipendenza statunitense usano una tonalità più scura (come nella bandiera statunitense). La versione ufficiale della bandiera ha quindi una tonalità di blu intermedia. Nel 1995 il governo portoricano approvò il cambio di tonalità del blu del triangolo, da blu scuro a blu intermedio.

## Proporzioni
Il rapporto tra l'altezza e la base del rettangolo è di {\displaystyle 2/3}. Il lato del triangolo equilatero è equivalente all'altezza del rettangolo. La stella è inscritta in una circonferenza di raggio pari a {\displaystyle 1/6} dell'altezza e il cui centro coincide con il baricentro del triangolo. Le righe orizzontali distano {\displaystyle 1/5} dell'altezza l'una dall'altra.

## Norme per l'esposizione
1. La bandiera portoricana deve essere sempre esposta o issata alla destra della bandiera statunitense.
2. La bandiera portoricana non può essere utilizzata per coprire statue o monumenti, per usi commerciali, come indumento o come emblema di partiti politici. Inoltre non può essere fatta sventolare dal tetto e dal finestrino dei veicoli.
3. La bandiera portoricana non deve mai toccare il suolo.

## Bandiere simili
- Cuba: impossibile non notare una forte somiglianza con la bandiera cubana, costituita dallo stesso disegno ma coi colori rosso e blu invertiti. In realtà anche le proporzioni sono differenti, essendo quelle della bandiera di Porto Rico 2:3 e 1:2 quelle della bandiera cubana
- Texas: molto simile anche la bandiera texana come composizione, formata però non da un triangolo dalla parte destra bensì da un rettangolo, e da sole due strisce orizzontali
- Cile: creata nel 1818 assomiglia vagamente a quella del Porto Rico e maggiormente a quella del Texas che è nata molto tempo dopo (nel 1837)